# 한국농민문학상
한국농민문학상은 한국농민문학회와 계간 농민문학이 제정한 문학상이다.

## 역대 수상 작품
- 1993년 1회 유승휴 중편소설 <농지>
- 2002년 9회 김삼주 시집 <푸른 수화>
- 2003년 10회 홍신선 시집 <자화상을 위하여>[1]
  - 우수상 시집 김경수 <안개바람 안개비>
- 2010년 17회 조재화 <바람으로>
- 2011년 18회 김태룡 <울타리 속 환타지>
- 2016년 23회 박화배 <떡갈나무 빗소리>
- 2017년 24회 조석구 시집 <오산인터체인지>[2]
- 2018년 25회 시인 이인복